# Ріхтер Святослав Теофілович
Святосла́в Теофі́лович Рі́хтер (7 (20) березня 1915, Житомир — 1 серпня 1997, Москва) — український піаніст та громадський діяч німецького походження. Народний артист СРСР (1961). Герой Соціалістичної Праці (1975). Лауреат Ленінської (1961), Сталінської (1950) премій та Державних премій РРФСР (1987) та Російської Федерації (1996) імені Глінки.

## Біографія
Народився в Житомирі, про що 13 березня 1915 року настоятель Свято-Михайлівської церкви протоєрей Микола Михайлович Бурчак-Абрамович зробив запис у метричній книзі: «7 березня 1915 року народився Святослав. Батьки: вільний художник Теофіл Даниїлович Ріхтер, лютеранського віросповідання, та дружина його Ганна Павлівна, православна. Хрещені батьки: Микола Павлович Москальов і Кароліна Юліанівна Арндт».
Дідусь по батькові, Данило Ріхтер, був німецьким колоністом, міщанином з міста Бережани, Тернопільської області, мав п'ятеро дітей, був майстром з фортепіано, лагодив і налаштовував інструменти, мав майстерню і в Бережанах, і в Житомирі (поряд з Лютеранською кірхою на однойменній вулиці, в будинку, де мешкали Ріхтери). Дідусь по матері, Павло Петрович Москальов, український дворянин; працював у Житомирському земстві, навіть деякий час у 1917 році головував. Бабуся по матері, Єлизавета фон Рейнке, дворянка німецького походження. Коли Святославу виповнився один рік, все сімейство Ріхтерів переїхало до Сум, куди під час Першої світової війни росіяни їх вислали як німців. Німецькі війська підійшли близько, але були зупинені, і евакуацію припинили. Незабаром вони повернулися до Житомира. За спогадами Ріхтера: «З 1915 року до 1918 встиг побувати в Житомирі, Одесі, Сумах (в Одесі в сімнадцятому році), а у вісімнадцятому році я повернувся до Житомира і на три роки там застряг».
До семи років Святослав ріс і виховувався в українському середовищі, за яким він весь час відверто сумував, а в Одесі — швидше в німецькому, бо батько був німець, а мати з частково німецьким корінням теж тягнулася до німецького. Навчання Святослав почав у свого батька, талановитого органіста, піаніста та композитора Теофіла Даниловича Ріхтера, який після закінчення Віденської академії музики був запрошений на посаду професора Одеської консерваторії її засновником і ректором Вітольдом Малішевським, та поєднував професорську посаду в консерваторії з місцем органіста євангелічно-лютеранської церкви Св. Павла, відомої під назвою Одеська кірха. Мати Святослава, Ганна Павлівна Москальова, також була обдарованою, любила театр, займалась музикою. В Одесі батько ознайомив сина з основами фортепіанного мистецтва. «Років у вісім я почав пробувати рояль». Почав з програвання клавірів опер Верді, вивчив напам'ять усі опери Вагнера. Вже в ранньому віці проявилися його неймовірні потенційні творчі задатки. Деякі джерела вказують, що Ріхтер був в основному самоучкою, проте це швидше відноситься до того, що він не проходив стандартний курс фортепіано, граючи гами, вправи і етюди.
У 1930 році 15-ти річний Святослав вже працював акомпаніатором у музичному гуртку в Будинку моряків. Через два роки перейшов на роботу до Одеської філармонії. В 1933—1937 роках Ріхтер був концертмейстер Одеського оперного театру. Перший публічний концерт дав у травні 1934 року в Одеському Будинку інженерів з програмою з творів Шопена.
Святослав часто відвідував Житомир, особливо в літній період, та як творча особистість, в основному, він формувався в Одесі аж до 1941 року, коли вже був студентом Московської консерваторії.
У 1937 році вступив до Московської державної консерваторії ім. П. І. Чайковського, та вже восени був з неї відрахований після відмови вивчати загальноосвітні предмети і поїхав назад до Одеси, куди постійно збігав до своїх прихильностей, значною мірою сімейних. Проте, з часом, за наполяганням Нейгауза, який доклав чималих зусиль для його повернення в Москву, Ріхтер поновився у консерваторії.
1940 року вперше публічно виступив у Москві, виконавши 6-у сонату Прокоф'єва, згодом став першим виконавцем його 7-ї і 9-ї сонат (остання присвячена Ріхтеру).
Всю війну він напівтаємно прожив у Москві, знаходячись під загрозою арешту і депортації. В цей час все чоловіче населення етнічних німців СРСР було депортовано у так звану «трудову армію», у концтабори ГУЛАГ. Жити у європейській частині СРСР їм було заборонено. До того ж, батько Ріхтера на початку війни в Одесі за відмову від евакуації у тил СРСР був по доносу в НКВД арештований і розстріляний. Отже Святослав був ще й сином «ворога народу».
Ріхтер приходив ввечері до свого педагога Генріха Нейгауза і вночі спав в його квартирі на підлозі під роялем, підстилаючи собі газети.
У 1943 році познайомився з камерною співачкою Ніною Дорліак (1908—1998), з якою створив мистецький ансамбль Дорліак-Ріхтер, репертуар якого склали твори Й.-С.Баха, В.-А.Моцарта, Ф.-Ф.Шуберта, Р.Шумана, Ф.Ліста, К.Дебюссі, М.Равеля, М.Глинки, М.Мусоргського, П.Чайковського, С.Рахманінова, С.Прокоф'єва та ін. Часто стверджується, що вони начебто одружилися приблизно в цей час, але насправді Дорліак отримала свідоцтво про шлюб лише через кілька місяців після смерті Ріхтера в 1997 році. Вони залишалися компаньйонами приблизно з 1945 року до смерті Ріхтера; дітей у них не було.
У 1945 році став лауреатом I премії Всесоюзного конкурсу музикантів-виконавців, розділивши її з Віктором Мержановим.
У 1947 році закінчив Московську консерваторію, клас професора Генріха Нейгауза.
У 1940—50-х Ріхтера не випускали за межі СРСР і країн радянського блоку. І тільки 1960 року відбувся сенсаційний дебют видатного піаніста у Фінляндії та США, 1961—1962 рр. — у Великій Британії, Франції, Італії та Австрії.

## Особисте життя
Ріхтер ніколи не був одруженим і не мав дітей. Його стосунки з Ніною Дорліак, попри те що для широкого загалу вони були подібними до шлюбу, юридично не були оформлені. Кінокритик Інга Каретнікова (1931—2015) у своїх мемуарах говорить про те, що цей «шлюб» мав характер фіктивного.. Серед музикантів ніколи не вщухали розмови про його гомосексуальність.
Дослідники висловлюють припущення, що Ріхтер був гомосексуалом, і що наявність супутниці жіночої статі слугувала прикриттям для його справжньої сексуальної орієнтації, оскільки гомосексуальність у СРСР була табуйованою та криміналізованою. Ріхтер був дуже замкнутою людиною, зазвичай тихим і відлюдькуватим, і відмовлявся давати інтерв'ю. Він ніколи публічно не обговорював свого особистого життя до останнього року життя, коли режисер Бруно Монсенжон переконав його дати інтерв'ю для документального фільму.

## Творчість
З ініціативи Ріхтера було засновано фестивалі Музичні свята в Турені (1964) й Грудневі вечори (1980), а також музичний фестиваль у Тарусі (проводиться з 1993 року). Останні 10—15 років Ріхтер волів виступати в невеликих залах провінційних міст. Останній концерт Ріхтера відбувся в Любеку через 10 днів після його 80-річчя.
Блискуче виконував твори різних композиторів, серед яких — Й. С. Бах, В. А. Моцарт, Й. Гайдн, Л. Бетховен, К. Дебюссі, М. Равель, А. Берг, Ф. Шуберт, Р. Шуман, Ф. Шопен, Ф. Ліст, Й. Брамс, К. Шимановський, П. І. Чайковський, Е. Гріг, А. Дворжак, М. Мусоргський, С. Рахманінов, О. Скрябін, С. Прокоф'єв та Д. Шостакович. Відомий також як блискучий виконавець у жанрі камерної музики. На ранньому етапі кар'єри Ріхтера його основними ансамблевими партнерами були піаніст, учень Нейгауза Анатолій Ведерников (1920—1993), співачка Ніна Дорліак (сопрано, дружина Ріхтера, 1908—1998), скрипалька Галина Баринова (1910—2006), віолончеліст Данило Шафран, з 1949/50 рр. до кінця 1960-х рр. — Мстислав Ростропович (їх у своєму роді досконала, справді класична спільна робота — все віолончельні сонати Бетховена). У 1960-х Ріхтер виступав у фортепіанному дуеті з Бенджаміном Бріттеном, виконуючи не тільки його музику, але і твори Моцарта, Шуберта, Шумана, Дебюссі. Серед співаків, яким він акомпанував в 1960—80-х, — Дітріх Фішер-Діскау («Прекрасна Магелона» Брамса, Шуберта пісні і Вольфа) і Петер Шраєр («Зимовий шлях» Шуберта). У 1966-му почалося співдружність Ріхтера і Давида Ойстраха, 1969-го вони здійснили прем'єру скрипкової сонати Шостаковича. Ріхтер був частим партнером Квартету ім. Бородіна і охоче співпрацював з музикантами більш молодого покоління, в тому числі з Олегом Каганом, Єлизаветою Леонською, Наталією Гутман, Юрієм Башметом, Золтаном Кочішем, піаністами Василем Лобановим (нар. 1947) і Андрієм Гавриловим (нар. 1955). Мистецтво Ріхтера як соліста і ансамбліста увічнено у величезній кількості студійних і концертних записів, зроблених з 1946 по 1994 рр.
Піанізм Ріхтера вирізняли інтелектуальна напруга, глибинне відчуття авторського стилю, філософічність, яскрава образність, вольовий імпульс та закоханість у звук, тонка градація темброво-динамічної палітри. Досконалість його техніки не знала меж.
Гра відомого піаніста викликала захоплення на концертних майданчиках як на батьківщині, так і за кордоном. Ріхтер за фортеп'яно був моделлю для зображень багатьох художників, серед яких Д. Жилінський «Грає Святослав Ріхтер», Є. Короленко «Музика і праця», А. Трояновська «Портрет С. Ріхтера за фортеп'яно». Ріхтер концертував у країнах СРСР, Європи й Америки й здобув визнання одного з найвидатніших піаністів світу. У репертуарі Ріхтера були як твори давніх, так і сучасних композиторів.
1989 року в Цюриху Ріхтерові було зроблено операцію на серці. В останні роки він мешкав у Парижі, а незадовго до смерті, 5 липня, повернувся до Москви. Помер 1 серпня 1997 р.

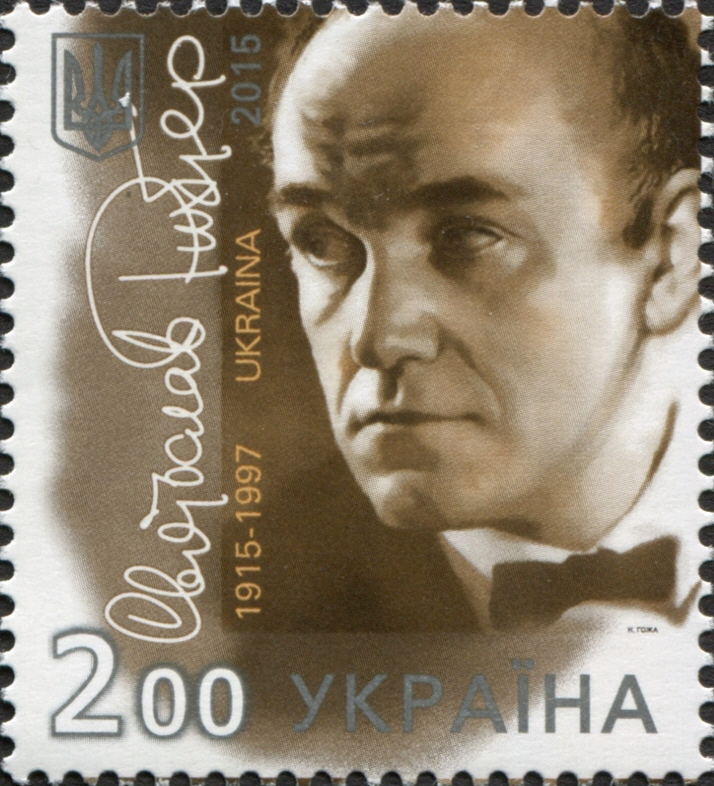
Марка поштової служби України 2015 року. присвячена Святославу Ріхтеру.

## Нагороди
Ріхтер отримав чимало різних нагород, серед яких:
- 1-а премія на Всесоюзному конкурсі музикантів-виконавців (1945);
- Сталінська премія (1950),
- Греммі за виконання Другого фортепіанного концерту Й. Брамса (1960 — першим серед радянських виконавців),
- Ленінська премія (1961),
- звання Народний артист СРСР (1961),
- звання Герой Соціалістичної Праці (1975),
- звання Почесного Доктора Страсбурзького університету (1977),
- Державна премія РРФСР (1987).
- звання Народний артист Російської Федерації,
- Дійсний член Академії творчості.

Ріхтер також був нагороджений багатьма орденами.

## Вшанування пам'яті
На честь музиканта названо астероїд 9014 Святоріхтер.
У Києві з 2018 року існує вулиця Святослава Ріхтера.
Житомирська обласна філармонія
Житомирська музична школа № 2
В Одесі існує вулиця Святослава Ріхтера.

## Галерея

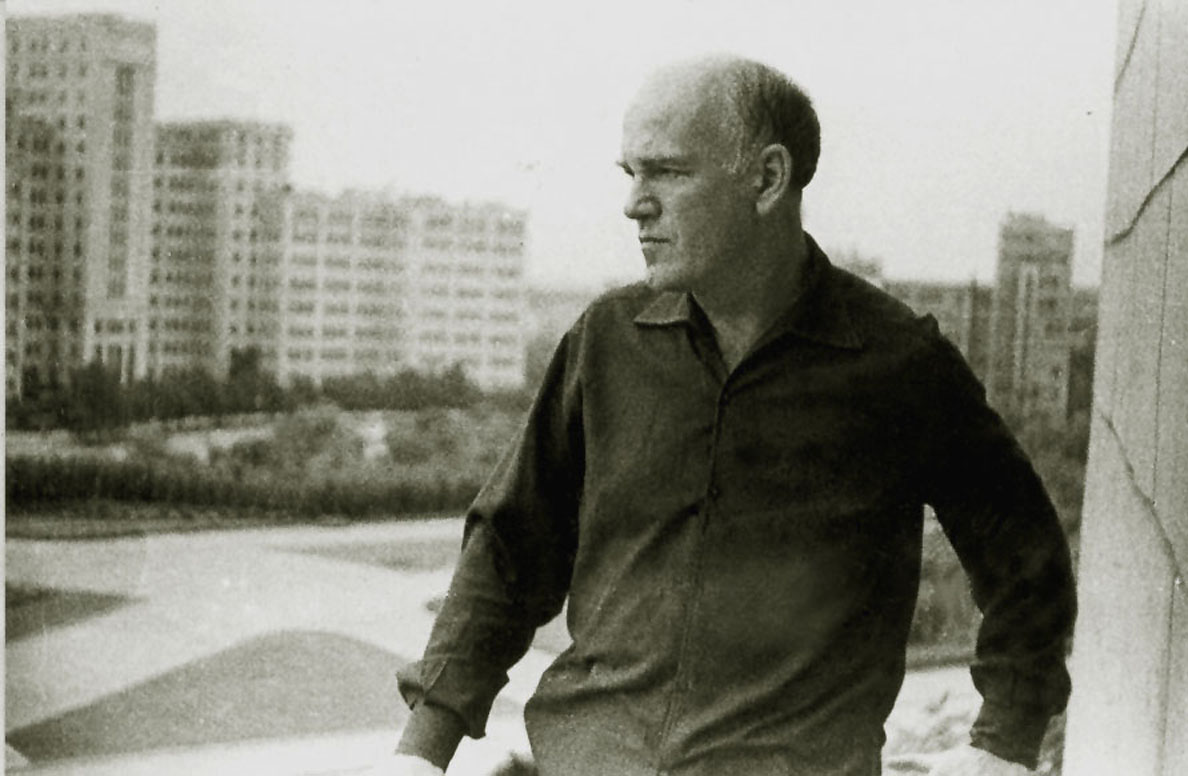
С. Ріхтер у Харкові, 1966 р. (Фото Ю.Щербініна)
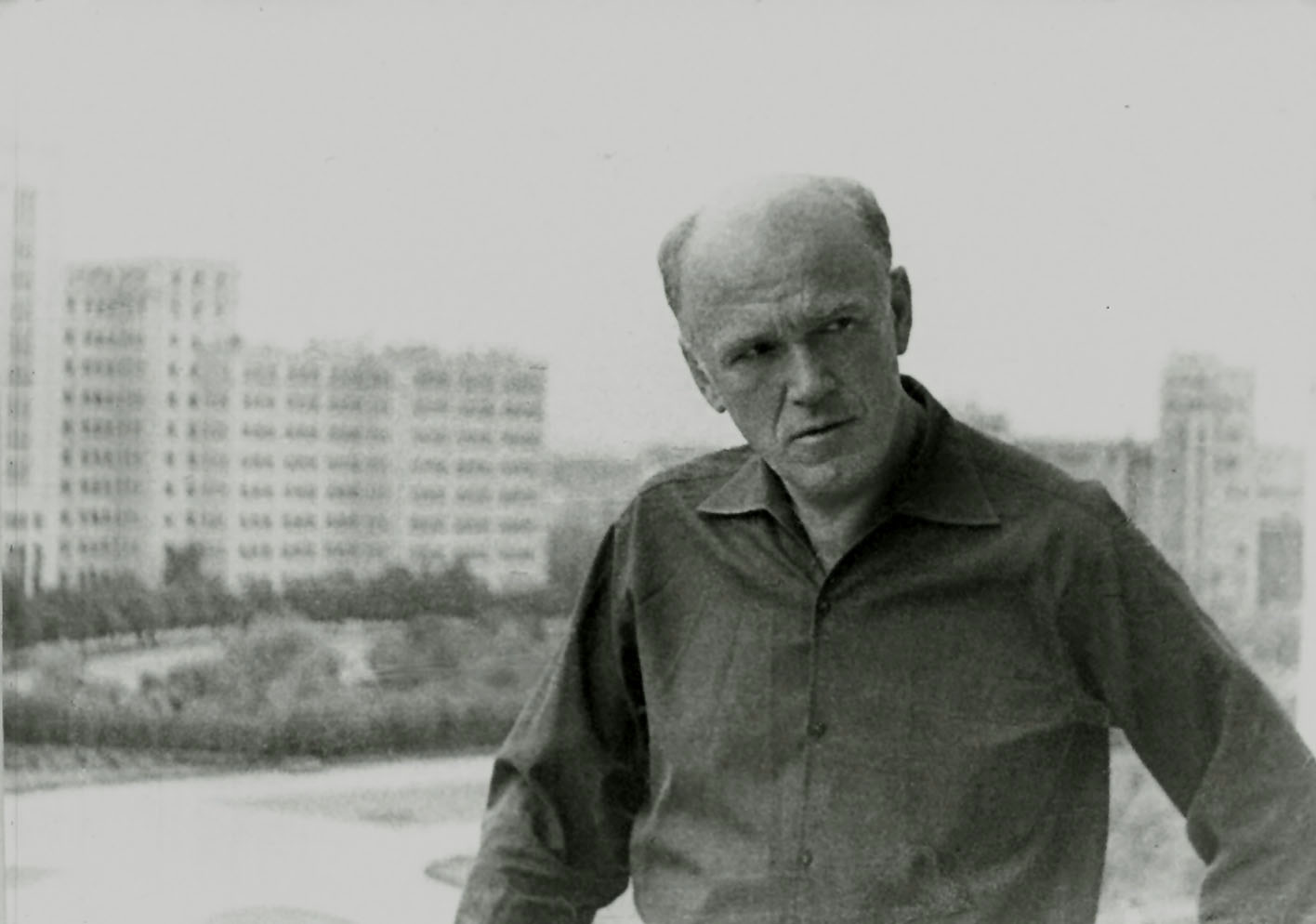
С. Ріхтер у Харкові, 1966 р. (Фото Ю. Щербініна)
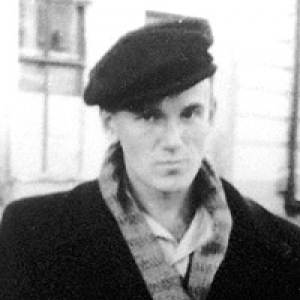
Молоді роки
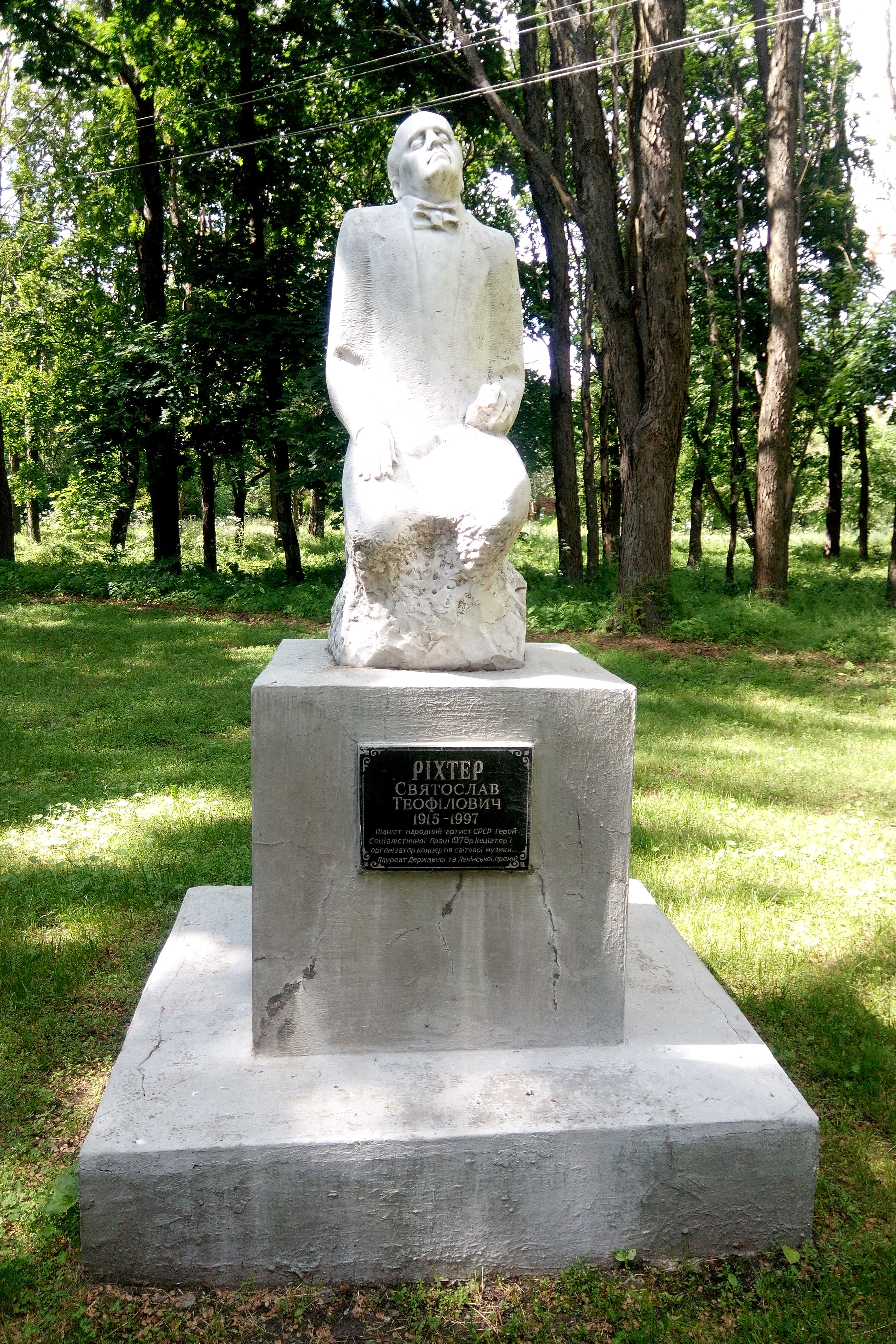
Пам'ятник Святославу Ріхтеру в Яготинському ландшафтному парку імені гетьмана Кирила Розумовського

## Фільмографія
- «Рихтер — непокорений» (ориг. фр. Richter - L'Insoumis) — док.фільм, реж. Брюно Монсенжон (Bruno Monsaingeon, Франція), 1998—154 мін, HiFi Stereo, мови: фр., англ., нім., рос.; мови субтитрів: франц., англ. ASIN: B007N0SVG0 (див. рос.мовою на YouTube, 2:34:02)